# Крастев, Калоян
Калоян Ивайлов Крастев (болг. Калоян Ивайлов Кръстев; род. 24 января 1999, София, Болгария) — болгарский футболист; нападающий. Выступал за болгарские клубы «Славия» София, «ЦСКА» София, «Берое» и итальянский клуб «Болонья». С 2023 года играет за болгарский клуб «Локомотив» в Софии.

## Клубная карьера
Клубную карьеру начал в 2007 году в составе молодёжной команды клуба ЦСКА София. В 2010 году перешёл в молодёжную команду столичного клуба «Славия». 7 декабря 2015 года дебютировал во взрослой команде в победном матче «Славия» София — «Локомотивом» Пловдив, окончившимся со счётом 3:0; Крастев был выведен на замену Доде Н’Донгале.
3 апреля 2017 года подписал профессиональный контракт до 31 июля 2020 года. Свой дебютный гол за команду в лиге он забил 15 апреля 2017 года в матче против клуба «Монтана», в котором «Славия» одержала победу со счетом 4:3. С 2015 по 2018 год за столичный клуб футболист провёл 53 матча и забил 3 гола. В составе команды выиграл Кубок Болгарии в сезоне 2017/18 года.
24 января 2018 года Крастев подписал четырёхлетний контракт с командой Серии А — клубом «Болонья», трансферная стоимость которого составила 1,5 миллиона евро. Футболист вошёл в состав молодёжной команды клуба, за которую провёл 33 матча и забил 10 голов. В составе команды он стал победителем Молодёжного чемпионата в сезоне 2018/19 года и Турнира Виареджо в 2019 году.
С 2019 по 2020 года находился в аренде у клуба «Славия» София, проведя за это время 21 матч и забив 2 гола. В сезоне 2020/21 года играл в составе столичного клуба. Всего за «Славию» он провёл 125 матчей, забил 17 голов и сделал 10 результативных передач. В 2021—2023 годах выступал за клуб ЦСКА София; провёл 31 матч, не забив ни одного гола и сделав лишь одну результативную передачу. В составе клуба стал вице-чемпионом Болгарии в сезоне 2021/22 года и в том же сезоне занял второе место в Кубке Болгарии В сезоне 2022/23 года находился в аренде у клуба «Берое»; провёл 20 матчей и забил 2 гола. С 1 июля 2023 года в составе команды клуба «Локомотив» София, с контрактом до 30 июня 2025 года.

## Международная карьера
Крастев был вызван в сборную Болгарии до 19 лет на квалификацию чемпионата Европы среди юношей до 19 лет с 22 по 27 марта 2017 года. Он забил первый гол в матче против сборной Франции до 19 лет, в котором болгары одержали победу со счетом 2:1. Футболист стал героем команды в следующем матче против сборной Боснии и Герцеговины до 19 лет, забив 2 гола; победа над соперником со счётом 3:1 вывела Болгарию в плей-офф.
Дебютировал за сборную Болгарии 2 сентября 2021 года в отборочном матче чемпионата мира против сборной Италии, который завершился ничьей на выезде со счётом 1:1. На 79-й минуте он заменил бомбардира Атанаса Илиева.

## Достижения
«Славия (София)»
- Кубок Болгарии (1): 2017/18[англ.].

«Болонья Примавера»
- Чемпионат Примавера 2[итал.]: 2018/19[итал.].
- Турнир Виареджо: 2019[итал.].